# Cmereška Gorca
Cmereška Gorca – wieś w Słowenii, w gminie Podčetrtek. W 2018 roku liczyła 96 mieszkańców.